# Championnat de Serbie masculin de water-polo
Le championnat de Serbie de water-polo ou ligue A est la confrontation des meilleurs clubs de water-polo de Serbie. Il est organisé depuis la saison 2006-2007 à la suite de la scission politique de la Serbie et du Monténégro et à la fin du championnat de Serbie-et-Monténégro.

## Historique
La ligue A se joue à six clubs avec une seconde division, la ligue B, à huit.
Les cinq premières éditions sont remportées par le VK Partizan de Belgrade ; ses deux principaux adversaires du championnat serbo-monténégrin ayant connu des difficultés financières (le VK Bečej) ou ayant rejoint le championnat de Monténégro (PVK Jadran Herceg-Novi).
Pour la saison 2009-2010, les deux premiers clubs serbes, le VK Partizan et le VK Vojvodina Novi Sad, participent à la première édition de l'Euro Interliga, une ligue régionale avec des clubs hongrois, roumains et slovaques.

## Palmarès masculin
- 2007 : Vaterpolo klub Partizan
- 2008 : Vaterpolo klub Partizan
- 2009 : Vaterpolo klub Partizan
- 2010 : Vaterpolo klub Partizan[1]
- 2011 : Vaterpolo klub Partizan[2]
- 2012 : Vaterpolo klub Partizan
- 2013 : Vaterpolo klub Crvena zvezda
- 2014 : Vaterpolo klub Crvena zvezda
- 2015 : Vaterpolo klub Partizan
- 2016 : Vaterpolo klub Partizan
- 2017 : Vaterpolo klub Partizan
- 2018 : Vaterpolo klub Partizan